# El montaplatos

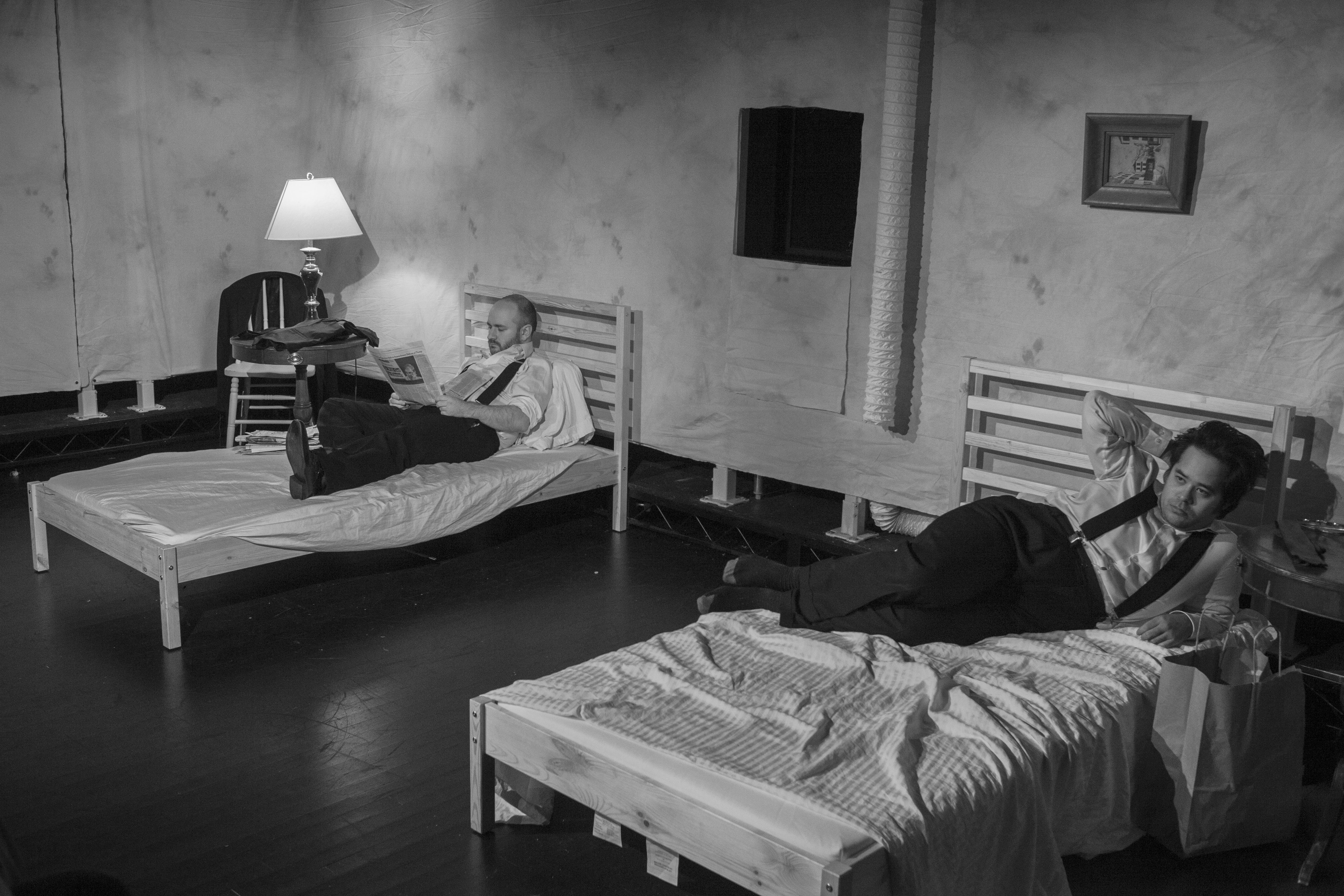
Theodore Caywood y Anthony Leung en el montaje de 2019 dirigido por Sam Gibbs.

El montaplatos, también traducida como El montacargas (The Dumb Waiter en su idioma original), es una obra de teatro en un acto del dramaturgo británico Harold Pinter, escrita en 1957.

## Argumento
Ben y Gus son dos asesinos a sueldo que aguardan en un sótano a que les sea asignada su siguiente misión. El más veterano, Ben, lee el periódico y Gus se ata los zapatos, al tiempo que cuestiona a su compañero por los detalles ocultos de su actividad delictiva. Al fondo de la habitación hay un montaplatos, del que proceden mensajes y objetos y que parece ser el modo de comunicación de su jefe. Lo único que saben de su futura víctima es que aparecerá por la puerta del sótano, momento en el que deberán darle muerte. La tensión de la espera se llena con conversaciones intrascendentes, lo que deviene en una confrontación. La obra finaliza cuando Ben apunta su pistola sobre Gus, mientras decide si dispara o no.

## Representaciones destacadas
- Kleines Haus, Frankfurt, 1959. Estreno Mundial en alemán (Der Stumme Diener).[1]
  - Intérpretes: Rudolf H. Krieg (Ben), Werner Berndt (Gus).

- Hampstead Theatre Club, Londres, 1960.
  - Dirección: James Roose-Evans.
  - Intérpretes: George Tovey (Gus), Nicholas Selby (Ben)

- Teatro Infanta Isabel, Madrid, 1966.[2]
  - Dirección: Daniel Böhr.
  - Intérpretes: Carlos Pereira (Gus), Julio G. Viguera (Ben).

- Comédie de Saint-Étienne, 1968. Le Monte-plats
  - Dirección: Chattie Salaman.
  - Intérpretes: André Marcon (Gus), Alain Meilland (Ben).

- Centro Cultural de la Villa, Madrid, 1991.
  - Dirección: Enrique Silva.
  - Intérpretes: Andrés Lima, Janfri Topera.

- Trafalgar Studios. Londres, 2007.
  - Dirección: Harry Burton.
  - Intérpretes: Lee Evans (Gus), Jason Isaacs (Ben)

- Naves del Español, Madrid, 2012.[3]
  - Dirección: Andrés Lima.
  - Intérpretes: Alberto San Juan, Guillermo Toledo.